# Streblocera tungpuensis
Streblocera tungpuensis är en stekelart som beskrevs av Chou 1990. Streblocera tungpuensis ingår i släktet Streblocera och familjen bracksteklar. Inga underarter finns listade i Catalogue of Life.